# Ashleycetus planicapitis
L'ashleyceto (Ashleycetus planicapitis) è un cetaceo estinto, appartenente agli odontoceti. Visse nell'Oligocene inferiore (circa 29 milioni di anni fa) e i suoi resti fossili sono stati ritrovati in Nordamerica. 

## Descrizione
Questo animale è noto per alcuni resti incompleti, sufficienti comunque a permettere una ricostruzione. Sembra che Ashleycetus fosse un odontoceto primitivo, a causa di alcune caratteristiche come il grande osso mascellare che andava a coprire gran parte del processo sopraorbitale. Tuttavia, questo animale possedeva anche caratteristiche arcaiche, come una fossa temporale di grandi dimensioni aperta dorsalmente, e narici esterne poste anteriormente con una notevole copertura da parte delle ossa nasali. Caso unico tra gli odontoceti, in Ashleycetus il parietale era molto ingrandito e si estendeva lungo il margine posteriore del processo sopraorbitale. Il processo ascendente della mascella, invece, era fornito di un angolo posteromediale particolarmente sviluppato. 

## Classificazione
Ashleycetus planicapitis venne descritto per la prima volta nel 2015, sulla base di resti fossili provenienti da terreni oligocenici della Contea di Charleston, nella Carolina del Sud. Questo animale è considerato il più basale tra tutti gli odontoceti noti. È stato ascritto a una famiglia a sé stante (Ashleycetidae), forse strettamente imparentata con gli Xenorophidae.